# Upplands runinskrifter 1111
Runinskrift U 1111 är en runsten  i Eke, Skuttunge socken, Uppsala kommun i Uppland.

## Runstenen
U 1111 står i en åkerholme, ungefär 600 meter öster om Eke och 500 meter sydväst om Norrby. Platsen ligger 1,7 kilometer från Skuttunge kyrka.
Stenen består av grå granit. Den är ovan mark 2,03 meter hög och som bredast 1,64 meter. Ytan är ojämn och delvis flagnande. De ristade linjerna är smala med skarpa kanter, men slitna.

## Inskriften
Translitterering av runraden:
ansuar + auk + þorbiarn + lito + hakua + stin + yftiR + faþur + sen auk + steniltr +  (b)unta sin tata
Normalisering till fornvästnordiska:
Andsvarr ok Þorbjôrn létu hôggva stein eptir fôður sinn ok Steinhildr [eptir] bónda sinn Tata/Tatta.
Översättning till nusvenska:
Andsvar och Torbjörn läto hugga stenen efter sin fader och Stenhild efter sin man Tatte.

## Historia
Stenen står vid en plats där tidigare gick en väg mellan Eke och Norrby, och är den ursprungliga. Den var känd av 1600-talsforskare som Johannes Bureus och Johannes Rhyzelius som kallade platsen "Eke västra gärde". Vid en inventering 1942 befanns att stenen hade vält omkull. Den blev åter upprest av Riksantikvarieämbetet 1948.